# 中村学園大学短期大学部
中村学園大学短期大学部（なかむらがくえんだいがくたんきだいがくぶ、英語: Nakamura Gakuen University Junior College）は、福岡県福岡市城南区別府五丁目7番1号に本部を置く日本の私立大学。1954年創立、1957年大学設置。大学の略称は中村短大。 

## 概観

### 大学全体
- 福岡県福岡市城南区内に所在する日本の私立短期大学で設置主体は学校法人中村学園[1]。1957年に中村栄養短期大学として開学[注 1]。後に学科の増設を経て、中村学園短期大学→中村学園大学短期大学部となり、現在3つの学科をもつ。

### 建学の精神（校訓・理念・学是）
- 中村学園大学短期大学部における建学の精神
  - 「人間教育の根幹」
  - 「教育実践の基底」
  - 「教育研究の基本」

### 教育および研究
- 中村学園大学短期大学部は栄養学校を母体として設立されたことから、とりわけ栄養士養成には力を入れている。さらに、保育者の育成にも尽力している。

### 学風および特色
- 中村学園大学短期大学部は全学科とも大学に類似した学科となっている（短大食物栄養学科と大学栄養科学科、短大キャリア開発学科と大学流通科学科、短大幼児保育学科と大学人間発達学科）
- 男女共学だが、女子学生の方が圧倒的に多い。ただし、かつてよりも少し男子学生の姿が目立つようにもなっている様である。

## 沿革
- 1954年
  - 福岡高等栄養学校が創設される[3]。
- 1957年
  - 3月15日 左記を以て文部省[注 2]より短期大学の設置が認可される[注 3]。
  - 4月1日 中村栄養短期大学が以下の学科体制にて開学[注 4]。
    - 栄養科 入学定員60名
- 1958年
  - 4月1日 栄養科の入学定員を60→100に増員[注 5]。
  - 5月1日 学生数[10]/定員
    - 栄養科 507[注釈 1]160
- 1959年
  - 4月1日 栄養科の入学定員を100→180に増員[注 6]
  - 5月1日 学生数[13]/定員
    - 栄養科 514[注釈 1]/280
- 1960年
  - 5月1日 学生数[14]/定員
    - 栄養科 258[注 7]/360
- 1967年
  - 4月1日
    - 中村学園短期大学（なかむらがくえんたんきだいがく）と改称、かつ以下の学科を増設する[15]。
      - 家政科 入学定員100名[注 8]

    - 栄養科を食物栄養科に改名し、入学定員を180→230に増員[注 9]。

  - 5月1日 学生数[22]/定員
    - 食物栄養科 701[注 10]/410
    - 家政科 203[注釈 2]/100
- 1968年
  - 5月1日 学生数[23]/定員
    - 食物栄養科 618[注 11]/460
    - 家政科 456[注釈 2]/200
- 1969年
  - 4月1日 以下の学科を増設する[注 12]。
    - 幼児教育科 入学定員30名
- 1970年
  - 4月1日 幼児教育科の入学定員を30→50[注 13]に増員[27][28]。
  - 5月1日 学生数[29]/定員
    - 食物栄養科 506[注釈 2]/460
    - 家政科 482[注釈 2]/200
    - 幼児教育科 229[注釈 2]/80
- 1971年
  - 5月1日 学生数[30]/定員
    - 食物栄養科 503[注釈 3]/460
    - 家政科 465[注釈 2]/200
    - 幼児教育科 251[注釈 2]/100
- 1974年
  - 4月1日 幼児教育科の入学定員を50→100に増員[注 14]。
- 1975年
  - 5月1日 学生数[34]/定員
    - 食物栄養科 509[注釈 2]/460
    - 家政科 451[注釈 2]/200
    - 幼児教育科 412[注釈 2]/200
- 1976年
  - 4月1日 以下、入学定員増あり[注 15]。
    - 幼児教育科 100→200
    - 家政科 100→200

  - 5月1日 学生数[38]/定員
    - 食物栄養科 505[注釈 2]/460
    - 家政科 449[注釈 2]/300
    - 幼児教育科 455[注釈 2]/300
- 1977年
  - 5月1日 学生数[39]/定員
    - 食物栄養科 505[注釈 2]/460
    - 家政科 440[注釈 2]/400
    - 幼児教育科 466[注釈 2]/400
- 1985年
  - 5月1日 学生数[40]/定員
    - 食物栄養科 508[注釈 2]/460
    - 家政科 495[注釈 2]/400
    - 幼児教育科 470[注釈 2]/400
- 1986年
  - 5月1日 学生数[41]/定員
    - 食物栄養科 505[注釈 2]/460
    - 家政科 509[注釈 2]/400
    - 幼児教育科 495[注釈 2]/400
- 1987年
  - 5月1日 学生数[42]/定員
    - 食物栄養科 515[注釈 2]/460
    - 家政科 491[注釈 2]/400
    - 幼児教育科 490[注釈 2]/400
- 1988年
  - 4月1日 以下、増員あり[注 16]。
    - 家政科 200→240[注釈 4]
    - 幼児教育科 200→240[注釈 4]

  - 5月1日 学生数[48]/定員
    - 食物栄養科 509[注釈 2]/460
    - 家政科 520[注釈 2]/440
    - 幼児教育科 486[注釈 2]/440
- 1989年
  - 5月1日 学生数[49]/定員
    - 食物栄養科 506[注釈 3]/460
    - 家政科 572[注釈 2]/480
    - 幼児教育科 510[注釈 2]/480
- 1991年
  - 4月1日 家政科の入学定員を240→300に増員[注 17]。
  - 5月1日 学生数[55]/定員
    - 食物栄養科 497[注釈 2]/460
    - 家政科 655[注釈 2]/540
    - 幼児教育科 519[注釈 3]/480
- 1992年
  - 5月1日 学生数[注 18]/定員
    - 食物栄養科 493[注釈 2]/460
    - 家政科 698[注釈 2]/600
    - 幼児教育科 521[注釈 5]/480
- 1997年
  - 4月1日 家政科の入学定員を300→250に減員[58]
  - 5月1日 学生数[59]/定員
    - 食物栄養科 503[注釈 1]/460
    - 家政科 692[注釈 2]/550
    - 幼児教育科 578[注 19]/480
- 1998年
  - 4月1日 中村学園大学短期大学部に改名[60]。
  - 5月1日 学生数[61]/定員
    - 食物栄養科 478[注 20]/460
    - 家政科 643[注釈 2]/500
    - 幼児教育科 536[注釈 6]/480
- 1999年
  - 5月1日 学生数[62]/定員
    - 食物栄養科 482[注釈 6]/460
    - 家政科 609[注釈 2]/500
    - 幼児教育科 534[注釈 5]/480
- 2000年
  - 4月1日 以下、入学定員減あり[注 21]。
    - 食物栄養科 230→200
    - 家政科 250→190
    - 幼児教育科 240→200
- 2001年
  - 4月1日 この年度の入学生より家政科を家政経済科に改組。かつ、以下入学定員減あり[注 22]。
    - 食物栄養科 200→150
    - 幼児教育科 200→150
- 2004年
  - 4月1日 幼児教育科を幼児保育科に改称し、入学定員を前年の150→190に増員[注 23]。
- 2007年
  - 4月1日 この年度の入学生より以下の学科の改組あり[注 24]。
    - 食物栄養科→食物栄養学科
    - 幼児保育科→幼児保育学科
    - 家政経済科[注 25]→キャリア開発学科 入学定員150名
- 2017年
  - 4月1日 以下、入学定員減あり[注 26]。
    - 食物栄養学科 150→80
    - キャリア開発学科 150→120

## 基礎データ

### 所在地
- 福岡県福岡市城南区別府五丁目7番1号

### 交通アクセス
- 福岡市地下鉄七隈線別府駅下車。

### 象徴
- ホームページほか右記資料も参照のこと[注 27]

## 教育および研究

### 組織

#### 学科
- 食物栄養学科 入学定員80名[1]
- 幼児保育学科 入学定員190名[1]
- キャリア開発学科 入学定員120名[1]

#### 専攻科
- なし

#### 別科
- なし

##### 取得資格について
- 栄養士が食物栄養学科にて取得できる。
- 保育士と幼稚園教諭二種免許状が幼児保育学科にて取得できる。
- キャリア開発学科の前身である家政科は、中学校教諭二種免許状（家庭・保健）の認可を受けていた[注 28]。

### 研究
- 『食事摂取時間帯の差による食事性産熱(DIT)の変化について』[85]
- 『久山町高齢者の栄養状態に及ぼす栄養素摂取とその加齢による変化の研究』[86]
- 『研究紀要』[87]

## 学生生活

### 部活動・クラブ活動・サークル活動
- 中村学園大学短期大学部のクラブ活動（短大独自のもの）
  - 体育系: バレーボール（女子のみ）
  - 文化系: 裏千家茶道・「食物研究」

### 学園祭
- 中村学園大学短期大学部の学園祭は「霜月祭」と呼ばれている。

## 大学関係者と組織

### 大学関係者一覧

#### 大学関係者
- 中村ハル: 初代学長

#### 出身者
- 山本カヨ - ローカルタレント
- 黒木優子 - プロボクサー

## 施設

### キャンパス
- 短大独自のキャンパスはなく、全て大学と共同使用されている。

## 対外関係

### 他大学との協定

#### アメリカ
- ハワイ大学

### 系列校
- 中村学園大学

## 卒業後の進路について

### 編入学・進学実績
- これまでの実績では系列の中村学園大学ほか京都女子大学がある。